# Club Olympic
El Club Olympic es un equipo de Voleibol de la ciudad de Sucre, capital de Bolivia, tiene en su historia varios campeonatos locales, como campeonatos nacionales, es parte de la Federación Boliviana de Voleibol.
En su historia tuvo a jugadores y jugadoras de gran importancia en el ámbito nacional, formaron parte de la Selección Boliviana de Voleibol y de grandes equipos de Bolivia, en la actualidad se mantienen los equipos siendo el equipo femenino el más representativo luchando en la categoría de Primera de Honor por los primeros lugares, y el equipo de varones buscando en la categoría de Ascenso el primer lugar para poder ser parte de Primera de Honor.

## Uniforme
- Uniforme titular: Camiseta negra con líneas verdes, pantalón negro, medias blancas.
- Uniforme alterno: Camiseta blanca con líneas verdes, pantalón blanco, medias blancas.

## Estadio
- Colseo Coliseo Cerrado Jorge Revilla Aldana
- Capacidad Máxima: 4.500 espectadores
- Ubicación: Calle Lemoine casi esq. Avenida Jaime Mendoza